# Calea ternifolia
Calea ternifolia, conosciuta anche come erba dei sogni, erba amara o foglia di Dio, è una pianta della famiglia delle Asteraceae, usata dagli indigeni Chontal dello stato messicano di Oaxaca per oniromanzia (tecnica divinatoria basata sui sogni).

## Distribuzione e habitat
La pianta cresce naturalmente dal Messico al nord della Costa Rica.
Ama i terreni incolti; colonizza rapidamente i terreni accidentati e le zone in cui è passato un incendio.